# Death of a Ladies' Man
Death of a Ladies' Man je studijski album kanadskog pjevača Leonarda Cohena koji je 1977. objavila diskografska kuća Warner Bros. Records.
Glazbu je skladao Phil Spector, dok je Cohen napisao tekstove: Death of a Ladies' Man se dosta razlikuje od ranije objavljenih albuma, što je prvenstveno zasluga novoga producenta. Album je dobio dosta kritika da je ponekad teško čuti o čemu Cohen pjeva. I sam je Cohen bio nezadovoljan albumom jer je naknadno uvidio da je Spector upropastio njegove pjesme.
U pjesmi "Don't Go Home with Your Hard-On" kao prateći vokali sudjelovali su Bob Dylan i Allen Ginsberg.

## Popis pjesama
Tekstovi: Leonard Cohen, glazba: Phil Spector.
| 1.    | »True Love Leaves No Traces«      | 5:03 |
| 2.    | »Iodine«                          | 5:42 |
| 3.    | »Paper Thin Hotel«                | 5:59 |
| 4.    | »Memories«                        | 3:28 |
| 5.    | »I Left a Woman Waiting«          | 5:36 |
| 6.    | »Don't Go Home with Your Hard-On« | 5:36 |
| 7.    | »Fingerprints«                    | 2:58 |
| 8.    | »Death of a Ladies' Man«          | 9:19 |
| 42:31 |                                   |      |

## Mjesto na ljestvicama
- UK Albums Chart, Ujedinjeno Kraljevstvo: #35[3]
- VG-lista, Norveška: #20[4]
- Topplistan, Švedska: #15[5]